# مردی که می‌خندد (فیلم ۱۹۶۶)
مردی که می‌خندد (ایتالیایی: L'uomo che ride) فیلمی ایتالیایی در ژانر درام تاریخی به کارگردانی سرجو کوربوچی است که در سال ۱۹۶۶ منتشر شد. این فیلم بر اساس رمانی به همین نام نوشته ویکتور هوگو ساخته شده‌است. از بازیگران آن می‌توان به لیزا گاستونی، جانی موزی و ایلاریا اوکینی اشاره کرد.